# Eleocharis microcarpa
Eleocharis microcarpa är en halvgräsart som beskrevs av John Torrey. Eleocharis microcarpa ingår i släktet småsäv, och familjen halvgräs.

## Underarter
Arten delas in i följande underarter:
- E. m. filiculmis
- E. m. microcarpa